# L'Esprit d'Escalier
L'Esprit d'Escalier är EP's Trailer Parks andra studioalbum, utgivet 2003. Skivan föregicks av singeln Picturebook (2002). Även "Hit Me with the Sun" släpptes som singel (2003).

## Låtlista
1. "Promotion (Record Industry Girl)"
2. "Hit Me with the Sun"
3. "Shakey Blues"
4. "The Morning After"
5. "Rainy Winter/ C'mon Sunshine"
6. "Machineguns"
7. "Picturebook"
8. "Summer with You"
9. "Black Out"
10. "Flames"
11. "Diablo"
12. "The Four of Us"
13. "Lovesong No.1"

## Singlar

### Picturebook
1. "Picturebook"
2. "Black Out"

### Hit Me with the Sun
1. "Hit Me with the Sun"

## Mottagande
Dagens skiva gav betyget 8/10.

### Fotnoter
1. ↑  ”Diskografi”. Discogs.com. Arkiverad från originalet den 28 november 2012. https://web.archive.org/web/20121128065419/http://epstrailerpark.com/music/discography/. Läst 18 maj 2012.
2. ↑  ”L'Esprit d'Escalier”. Kritiker.se. https://kritiker.se/skivor/eps-trailer-park/lesperit-descalier/. Läst 18 maj 2012.